# Copa Merconorte
La Copa Merconorte (français : Coupe Merconorte, portugais : Copa Merconorte, anglais : Merconorte Cup) était une compétition de football jouée de 1998 à 2001 par des clubs du Venezuela, de Colombie, de l'Équateur, du Pérou, de Bolivie, et plus tard des États-Unis, du Costa Rica et du Mexique. Cette coupe ainsi que la Copa Mercosur furent cependant remplacées en 2002 par la Copa Sudamericana.

## Organisation
- En 1998 et 1999, douze équipes participèrent à la compétition. Ces équipes étaient divisées en trois groupes de quatre équipes chacun. Les matchs étaient joués en deux manches, aller-retour (comme un mini-championnat). Le champion de chaque groupe et le meilleur second étaient qualifiés pour les demi-finales qui se jouaient en matchs aller-retour, comme les finales. En 1999, les équipes boliviennes participèrent à une phase qualificative avant le premier tour de la Copa Merconorte.
- En 2000 et 2001, seize équipes prirent part au tournoi, soit quatre groupes de quatre. Les matchs furent, là encore, joués par matchs aller-retour mais seuls les champions de chaque groupe se qualifièrent pour les demi-finales. Pour celle-ci et la finale, le système en matchs aller-retour fut conservé.

## Palmarès
| Année | Vainqueur         | Score cumulé      | Finaliste              | Aller | Retour |
| ----- | ----------------- | ----------------- | ---------------------- | ----- | ------ |
| 1998  | Atlético Nacional | 4 - 1             | Deportivo Cali         | 3 - 1 | 1 - 0  |
| 1999  | América Cali      | 2 - 2 5 - 3 (tab) | Independiente Santa Fe | 1 - 2 | 1 - 0  |
| 2000  | Atlético Nacional | 2 - 1             | Millonarios            | 0 - 0 | 2 - 1  |
| 2001  | Millonarios       | 2 - 2 3 - 1 (tab) | Emelec                 | 1 - 1 | 1 - 1  |

## Bilans

### Bilan par club
| Club                   | Titres | Finales perdues | Années des victoires | Années des finales perdues |
| ---------------------- | ------ | --------------- | -------------------- | -------------------------- |
| Atlético Nacional      | 2      | 0               | 1998, 2000           |                            |
| Millonarios            | 1      | 1               | 2001                 | 2000                       |
| América Cali           | 1      | 0               | 1999                 |                            |
| Deportivo Cali         | 0      | 1               |                      | 1998                       |
| Independiente Santa Fe | 0      | 1               |                      | 1999                       |
| Emelec                 | 0      | 1               |                      | 2001                       |

### Bilan par pays
| Pays     | Victoires | Finales perdues | Clubs vainqueurs                                         | Clubs finalistes                                                |
| -------- | --------- | --------------- | -------------------------------------------------------- | --------------------------------------------------------------- |
| Colombie | 4         | 3               | Atlético Nacional (2), Millonarios (1), América Cali (1) | Deportivo Cali (1), Independiente Santa Fe (1), Millonarios (1) |
| Équateur | 0         | 1               |                                                          | Emelec (1)                                                      |